# Boneh-ye Qeyţās
Boneh-ye Qeyţās (persiska: بنه قیطاس) är en ort i Iran.   Den ligger i provinsen Khuzestan, i den centrala delen av landet, 500 km söder om huvudstaden Teheran. Boneh-ye Qeyţās ligger 97 meter över havet och antalet invånare är 185.
Terrängen runt Boneh-ye Qeyţās är huvudsakligen platt, men österut är den kuperad.Runt Boneh-ye Qeyţās är det ganska tätbefolkat, med 58 invånare per kvadratkilometer. Närmaste större samhälle är Bon-e Rashīd, 3,2 km nordväst om Boneh-ye Qeyţās. Trakten runt Boneh-ye Qeyţās är ofruktbar med lite eller ingen växtlighet.